# Umestan

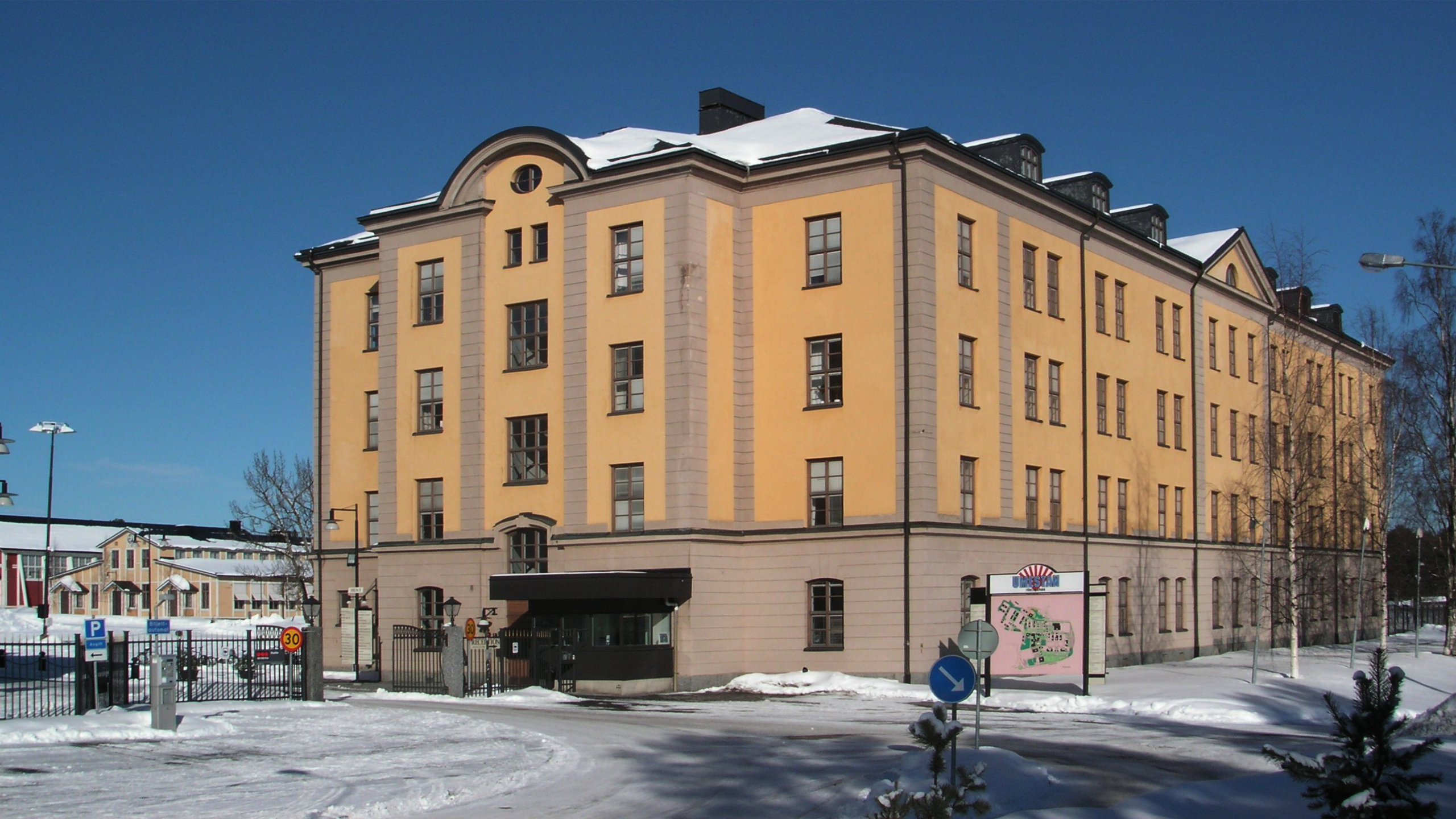
Umestan egyik bejárata

Az Umestan nevű üzleti park a svédországi Umeåban található.

## Története

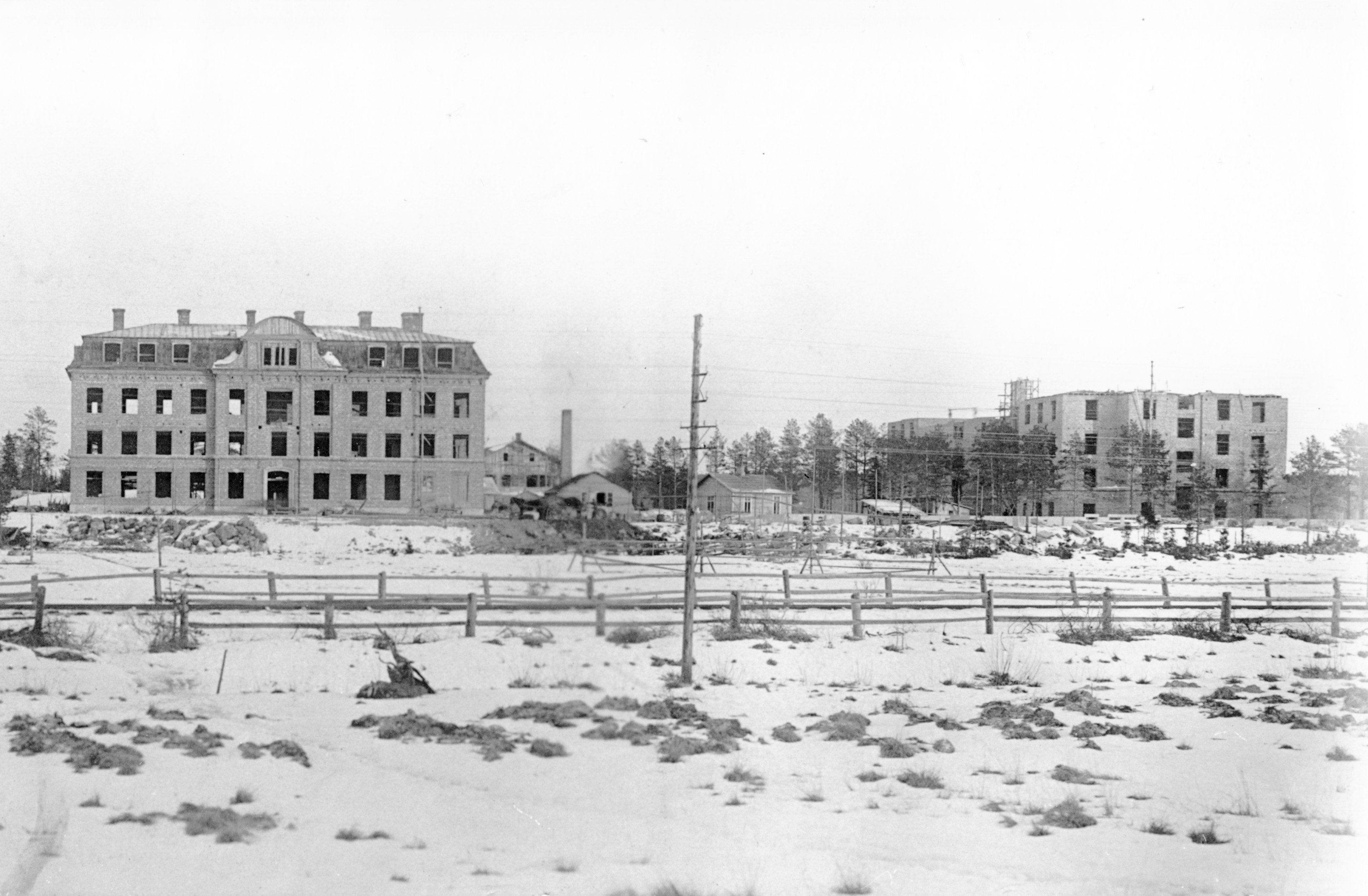
Västerbotten ezred épületei (1907)

Amikor a västerbotteni katonaság 1998-ban befejezte működését, Umeå város önkormányzata megvásárolta a területet, hogy az itteni létesítmények felhasználásával üzleti és tudásparkot hozzon létre. 
Az épületeket felújították, hogy a komfort, a környezet és az IT lehetőségek megfeleljenek a modern üzleti élet elvárásainak.
2012-ben a város eladta a területet a Lerstenen ingatlanfejlesztő- és beruházó vállalatnak 470 millió koronáért.

## Bemutatása
Az üzleti park mintegy 40 épületből áll, közel 120 bérlővel. Naponta közel háromezren látogatnak ide. A területen található a Profilteatern színház, az Umevatoriet planetárium és csillagvizsgáló, két középiskola (John Bauergymnasiet és Midgårdsskolan), egy általános iskola (Prolympia) és az Umeåi Egyetem részeként működő Rendőrtiszti Főiskola.

## Fordítás
- Ez a szócikk részben vagy egészben  az   Umestan című angol Wikipédia-szócikk ezen változatának fordításán alapul.  Az eredeti cikk szerkesztőit annak laptörténete sorolja fel. Ez a jelzés csupán a megfogalmazás eredetét és a szerzői jogokat jelzi, nem szolgál a cikkben szereplő információk forrásmegjelöléseként.
- Ez a szócikk részben vagy egészben  az   Umestan című svéd Wikipédia-szócikk ezen változatának fordításán alapul.  Az eredeti cikk szerkesztőit annak laptörténete sorolja fel. Ez a jelzés csupán a megfogalmazás eredetét és a szerzői jogokat jelzi, nem szolgál a cikkben szereplő információk forrásmegjelöléseként.